# ひさよ・章太郎のときめきワッショイ!!
ひさよ・章太郎のときめきワッショイ!!（ - しょうたろう - ）は、AM岐阜ラジオで毎週日曜15時30分～16時に放送されていた番組。

## 出演者
- 池見ひさよ
- あべ章太郎

## 内容
- 元々は「池見ひさよのときめきワッショイ!!」というタイトルで放送していたが、アシスタントのあべのキャラクターも目立ち出して、一度番組が終了して復活した際に番組タイトルが『ひさよ・章太郎のときめきワッショイ!!』になった。
- 基本的にはリスナーからのお便りの紹介と池見ひさよの活動などの話題の他、フリートークなどで放送していたが、ラーメン屋などに取材にいってそこで録音した音源を流しつつお店の紹介をすることもあった。